# Cratere Cormac
Cormac  è un cratere sulla superficie di Europa.